# Ďubákovo
Ďubákovo (in ungherese Vágó) è un comune della Slovacchia facente parte del distretto di Poltár, nella regione di Banská Bystrica.